# Wilhelm Tippe
Wilhelm Kazimierz Tippe (ur. 12 września 1891 w Tarnowie, zm. wiosną 1940 w Charkowie) – major piechoty Wojska Polskiego, kawaler Orderu Virtuti Militari, ofiara zbrodni katyńskiej.

## Życiorys
Syn Adolfa i Marii z Nowaków urodzony 12 września 1891 w Tarnowie, ówczesnym mieście powiatowym Królestwa Galicji i Lodomerii. Absolwent szkoły powszechnej i uczeń c. k. III Gimnazjum w Krakowie (do klasy VI w roku szkolnym 1907/1908). W 1911 zakończył naukę w VIII klasie i zdał maturę w c. k. Gimnazjum V w Krakowie. Studiował na Wydziale Prawa Uniwersytetu Jagiellońskiego. W 1913 zdał I egzamin państwowy. Jednocześnie pracował w krakowskim magistracie.
W 1914 został powołany do cesarskiej i królewskiej armii i wcielony do 2 pułku artylerii ciężkiej. Następnie, na własną prośbę, został przeniesiony do 40 pułku piechoty, a później do 89 pułku piechoty. Ukończył szkołę oficerską, mianowany chorążym w 1915, a w 1916 podporucznikiem. Od marca 1918 w niewoli rosyjskiej.
Od 11 listopada 1918 w Wojsku Polskim. Dostał przydział do Legii Oficerskiej, walczył o Przemyśl. Po rozwiązaniu Legii, przeniesiony do 8 pułku piechoty Legionów. Porucznikiem mianowany w 1919. Walczył w wojnie polsko-ukraińskiej, a następnie wojnie polsko-bolszewickiej jako adiutant V Brygady Piechoty Legionów.
W okresie międzywojennym do 1931 służył nadal w 8 pułku piechoty Legionów. Dowodził kompanią i szkołą podoficerską. Na stopień kapitana awansował w 1924. W marcu 1931 został przeniesiony do Korpusu Kadetów nr 3 w Rawiczu na stanowisko dowódcy kompanii. Na stopień majora awansowany ze starszeństwem z 19 marca 1937 i 20. lokatą w korpusie oficerów piechoty. W marcu 1939 w dalszym ciągu pełnił służbę w rawickim kor
pusie na stanowisku II zastępcy komendanta (kwatermistrza).
W czasie kampanii wrześniowej. po agresji ZSRR na Polskę wzięty do niewoli sowieckiej i przewieziony do obozu w Starobielsku. Wiosną 1940 został zamordowany w Charkowie przez funkcjonariuszy NKWD i potajemnie pogrzebany w mogile zbiorowej w Piatichatkach, gdzie od 17 czerwca 2000 mieści się oficjalnie Cmentarz Ofiar Totalitaryzmu w Charkowie. Figuruje na Liście Starobielskiej NKWD pod pozycją 3359.
5 października 2007 minister obrony narodowej Aleksander Szczygło mianował go pośmiertnie na stopień podpułkownika. Awans został ogłoszony 9 listopada 2007 w Warszawie, w trakcie uroczystości „Katyń Pamiętamy – Uczcijmy Pamięć Bohaterów”.

## Awanse
- podporucznik – 1916
- porucznik – 1919
- kapitan – 1924

## Ordery i odznaczenia
- Krzyż Srebrny Orderu Virtuti Militari nr 4887[3][13]
- Krzyż Walecznych nr 5786[14]
- Złoty Krzyż Zasługi (10 listopada 1938)[15]
- Srebrny Krzyż Zasługi (10 listopada 1928)[16][14]
- Medal Pamiątkowy za Wojnę 1918–1921[2]
- Medal Dziesięciolecia Odzyskanej Niepodległości[2]
- Państwowa Odznaka Sportowa[17]
- Medal 10 Rocznicy Wojny Niepodległościowej (Łotwa, 1929)[18]